# Policlinica Areni

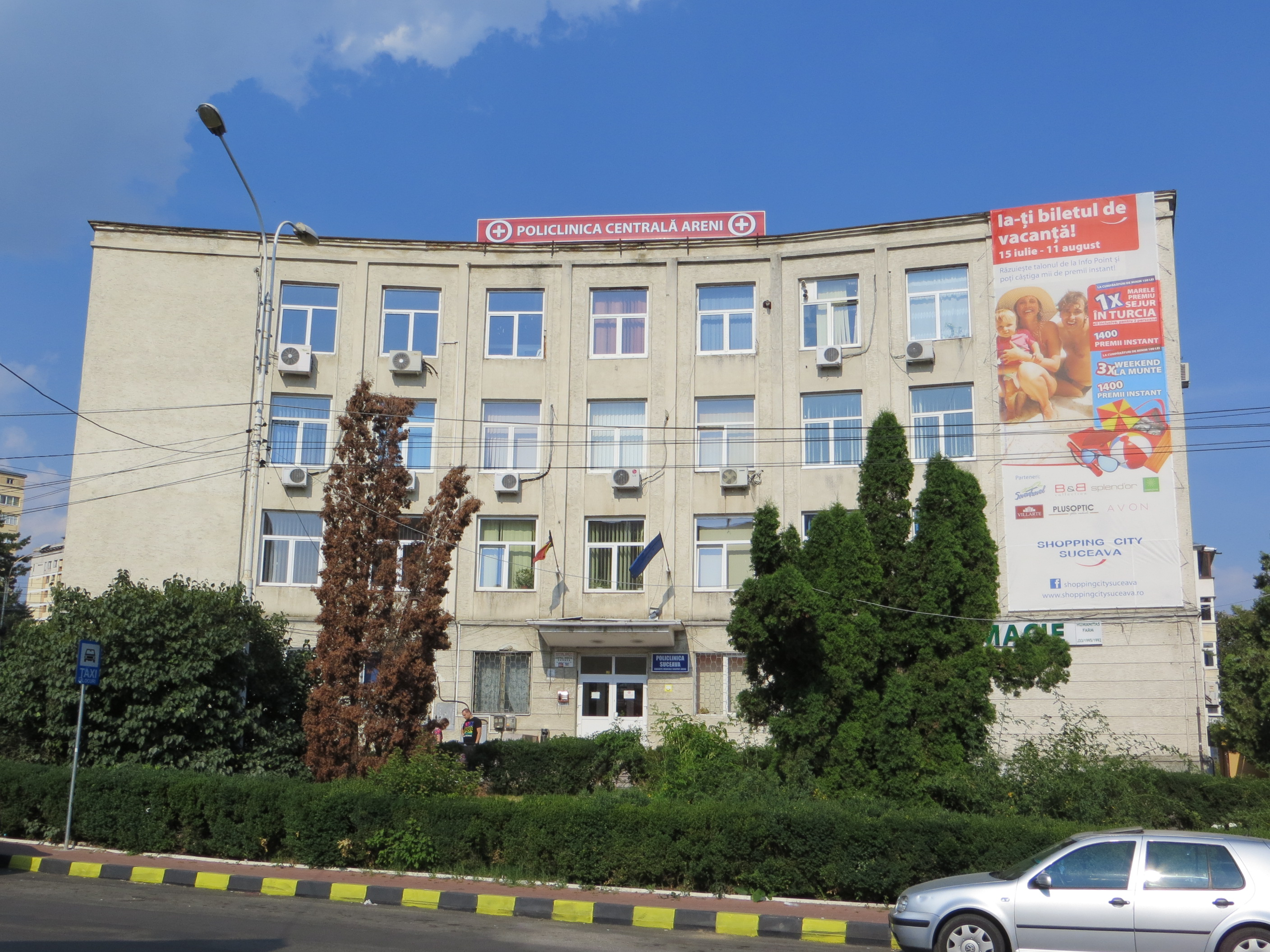
Policlinica Areni din Suceava

Policlinica Areni (în trecut Policlinica Județeană Suceava, uneori denumită Cabinete Medicale Grupate Areni) este o unitate medicală din municipiul Suceava, înființată în anul 1962.

## Localizare
Clădirea policlinicii este localizată pe strada Ștefan cel Mare nr. 78, la intersecția cu strada Mihai Viteazul, în cartierul Areni, de la care împrumută numele. A fost inaugurată în anul 1962 pe locul unde în perioada 1898–1916 a funcționat Gara Suceava–Obor (stația terminus a liniei ferate care lega orașul de satul Ițcani). În fața policlinicii a fost amenajat Parcul Vladimir Florea, un spațiu verde cunoscut de localnici și sub denumirea de Parcul Policlinicii. 

## Descriere
Policlinica Areni este formată dintr-un grup de cabinete medicale de diferite specialități clinice și paraclinice, fiind o unitate medicală multidisciplinară, capabilă să investigheze complet și complex pacienții. Policlinica oferă servicii de asistență medicală de specialitate, atât la cererea pacienților, cât și pe bază de bilet de trimitere de la medicul de familie sau medicul specialist. Policlinica din Areni reprezintă cea mai importantă și cea mai mare unitate medicală de acest tip a orașului.

## Monumente
În imediata vecinătate a clădirii policlinicii, în spațiul verde din dreapta intrării principale, există un monument de for public: statuia „Bucuria vieții”, realizată de Vladimir Predescu (sau Dimitrie Căilean, conform altor surse) în piatră de calcar șlefuită. Statuia a fost dezvelită în anul 1977 și înfățișează o tânără femeie, redată pe trei sferturi, într-o mișcare de elansare, cu capul lăsat pe umărul stâng și ușor spre spate, cu brațele desfăcute în laturi, îndoite din cot, cu pieptul avântat. Opera are 0,90 metri înălțime, 0,92 metri lungime și 0,46 metri lățime, fiind destul de greu vizibilă deoarece se află la nivelul solului.

## Imagini

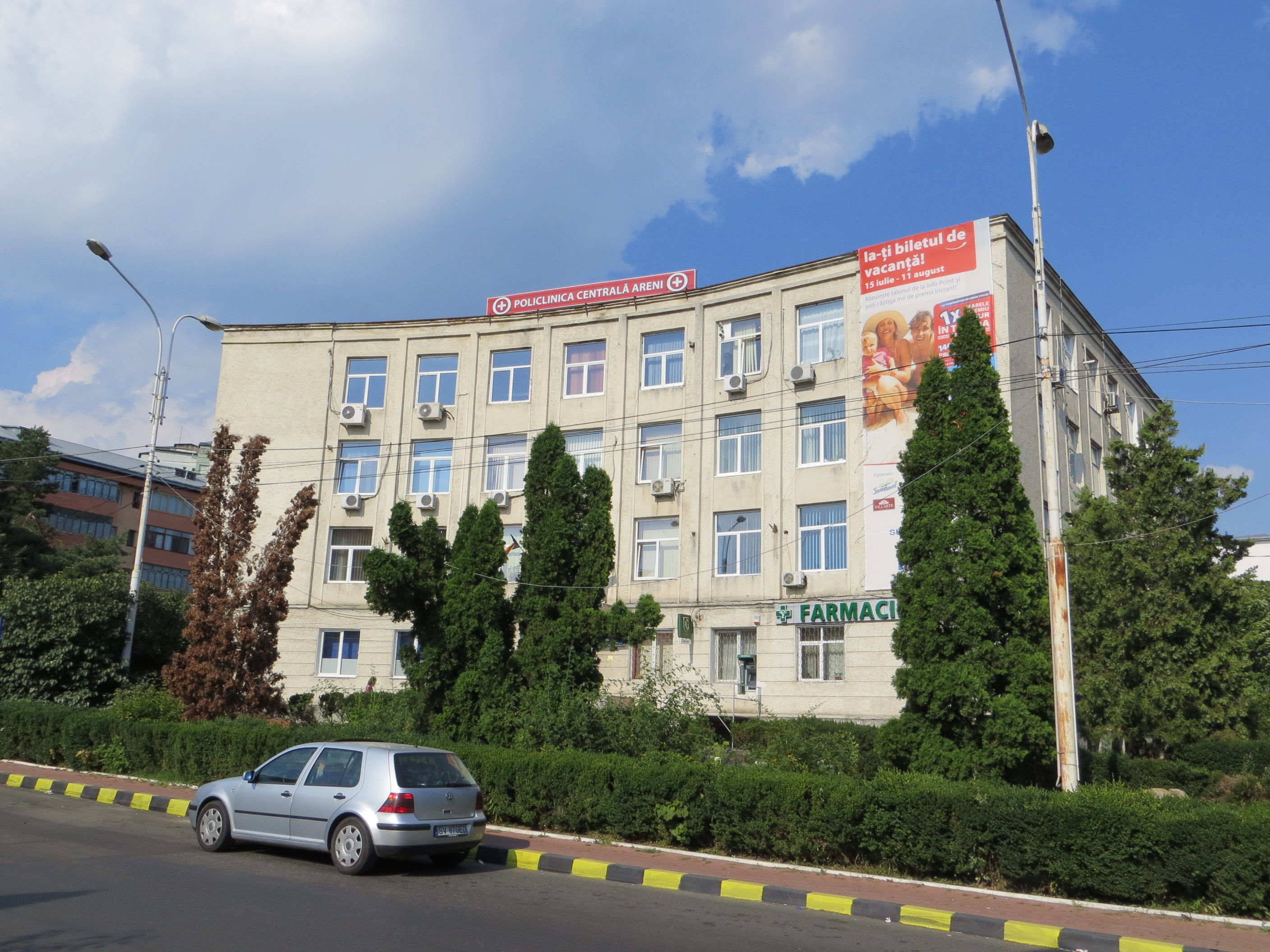
Policlinica Areni
Statuia „Bucuria vieții” și Policlinica Areni
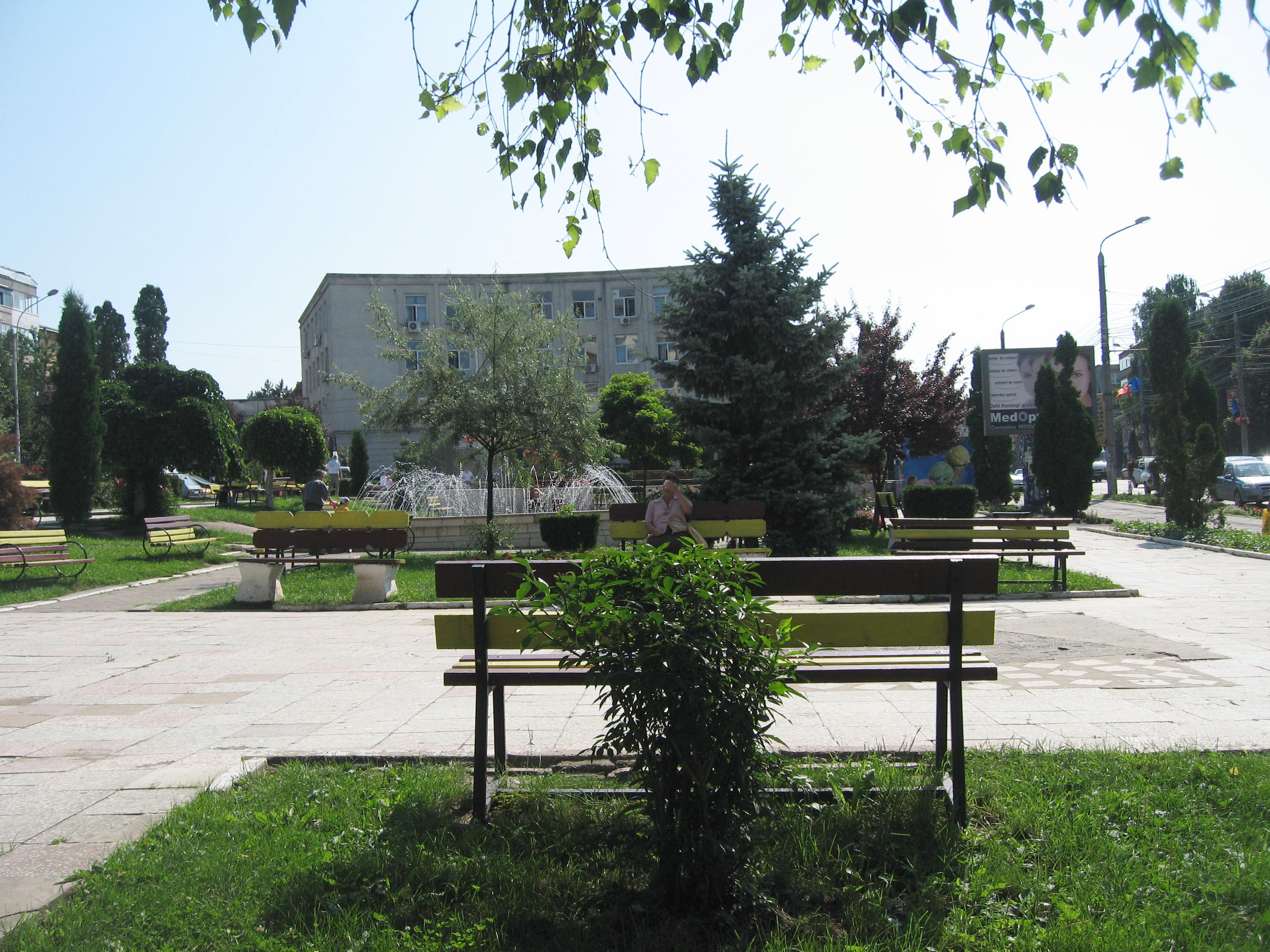
Parcul Vladimir Florea și Policlinica Areni